# Spymaster (cómic)
Spymaster es un supervillano ficticio que aparece en los cómics estadounidenses publicados por Marvel Comics.

## Historial de publicaciones
Spymaster es un supervillano y enemigo de Iron Man. Él es un maestro del espionaje industrial. Su identidad ha cambiado varias veces a lo largo de los años.
La primera aparición del personaje es en Iron Man #33 (enero de 1971), y fue creado por Allyn Brodsky, Don Heck y Stan Lee.

## Historia

### Spymaster original
El primero era un espía industrial independiente, saboteador y asesino con armas avanzadas. Era un maestro del espionaje, y murió sin revelar su verdadera identidad, aunque se sabe que una vez fue un boxeador. Él y su equipo de ayudantes, el espionaje Elite, fueron contratados por la organización criminal del zodiaco de infiltrarse en Industrias Stark y robar todos los secretos del propietario de la empresa y el genio inventor, Tony Stark. Sus esfuerzos fueron detenidos por el alter ego de Stark, el superhéroe blindado Iron Man. Sin embargo, fue asignado por el Zodiaco para capturar a Daredevil, pero falló en eso también. Spymaster ayudada a Acuario, Capricornio y Sagitario en un intento de robar la llave del Zodiaco de Stark. El jefe de espías fue transportado al reino de otra dimensión de la Hermandad del Ankh, pero regresó a la Tierra y se escapó. Fue asignado por renegados agentes de S.H.I.E.L.D. para asesinar a Tony Stark, pero fracasó. Fue empleado por Madame Máscara para robar un enlace energizante prototipo, y secuestró a Bethany Cabe.
Spymaster entraría en conflicto con Iron Man varias veces más, y en una ocasión con el héroe enmascarado Daredevil. En un momento, Spymaster aparentemente ha logrado asesinar a Tony Stark, pero en realidad era un Life Model Decoy. Él también tuvo éxito en el robo de muchos de los diseños de Iron Man de Stark, dándoles a su rival de Stark, Justin Hammer, lo que provocó el evento Armor Wars. Stark cree que Spymaster puede haber descubierto su identidad secreta, pero se guardó para él.
El primer Spymaster, apareció por última vez después de entrar en conflicto con su compañero villano, el Fantasma, que cuenta con tecnología que le permita llegar a ser inmaterial. Después que Spymaster intentó asesinar al Santo en Los Ángeles bajo las órdenes de Roxxon, Iron Man llegó, haciendo que los dos villanos para intentar una huida. El Fantasma ofreció a Spymaster uno de sus dispositivos de intangibilidad, y jefe de espías utiliza el dispositivo para pasar a través de una pared. El Fantasma retira el dispositivo del pecho de Spymaster, mientras todavía estaba suprimiendo gradualmente a mitad de camino a través de una pared, lo que le hace materializarse parcialmente en el interior de la pared y matándolo en el acto.
Durante el Reino Oscuro, se revela que en realidad fingió su propia muerte y ha estado viviendo en la cubierta profunda desde entonces hasta que es encontrado por Norman Osborn. Spymaster es contratado para robar una fotografía atesorada de los padres de Tony Stark, que Norman Osborn y luego de sus quemaduras.
Durante el Infinito, recluta a Ventisca II, Constrictor, Firebrand IV, Unicornio I, Whiplash IV, y el Torbellino que le ayude en un plan para atacar la Torre Stark casi sin defensa, mientras que los Vengadores estaban lejos de la Tierra luchando contra los Constructores. En el mismo número, Spymaster, aparentemente dirige el Club de Mercado Negro (un club nocturno de supervillanos).

### Nathan Lemon
El segundo jefe de espías era un estudiante consumado del Taskmaster que ganó el derecho al nombre de una serie de pruebas, incluyendo una prueba final de matar a todos los otros contendientes en un simulador de campo de batalla, con todos los concursantes vendaron los ojos. Este nuevo maestro de espías fue nombrado por el Taskmaster de Justin Hammer, y luchado contra Iron Man en su primera aparición. Esta iteración tenido uno de su oficina propia insecto espionaje Elite de Tony Stark, su oído y su secretaria Pepper Potts hablan de Stark de doble identidad. Actuando bajo las órdenes del Mandarín, su Elite emboscado y venció a Stark gravemente, hasta que la Viuda Negra intervino. En 2007, Spymaster II, que ha tenido sin identidad conocida, fue nombrado con carácter retroactivo, Nathan Lemon debido a una serie de retroceso episodio en el que Stark se adentra en su mente y se da cuenta de su nombre.

### Sinclair Abbot
Sinclair Abbot, un rico industrial, es la última persona en ocupar el manto de Spymaster. Se logra esto a través del anterior arrestado, golpeado brutalmente en la cárcel, y luego muerto en cuidados intensivos por su esposa. Su debut fue en la miniserie de Iron Man: El invencible. Él todavía tiene que intente realizar ninguna acción directa contra Iron Man, el Fantasma debe elegir para enviar contra él, y jugar juegos mentales con Stark en eventos públicos, sutilmente le golpeando sobre su alcoholismo y antiguos contratos militares. Abbot considera que para ser un verdadero supervillano, tiene que demostrar su valía contra Iron Man, mientras que al mismo tiempo, para humillar a Iron Man; ha sido un largo período de tiempo transcurrido desde Iron Man ha librado un "supervillano" en el sentido clásico, y Abbot se resiente la indicación evidente que Iron Man es "demasiado bueno" para supervillanos, como si él está por encima de esa estación.
Con la Guerra Civil causando problemas considerables a Tony Stark, Spymaster fue contratado por Karim Wahwash Najeeb (presidente de la Coalición Islámica Mundial de la Paz y uno de los hombres responsables de la muerte del mentor de Stark, Ho Yinsen) para matar a Iron Man. Spymaster mató al chofer de Tony Stark y trató de utilizar a Happy Hogan como cebo vivo para dibujar Iron Man, pero Hogan logró atacarlo y ambos cayeron varias historias a la tierra, lo que llevó a Hogan su muerte, fue uno de los más queridos amigos más antiguos de Tony.
Spymaster más tarde ha resurgido en el que tiene una bomba colocada en él por el Mandarín y Zeke Stane, ya que lo obligan a asistir a otros villanos en el ataque a Iron Man.
Después de ser derrotado y rendido impotentes durante un intento de asalto a Stark Resiliente (privado de su traje y armamento a la espera de transferencia a una prisión de máxima seguridad), que al parecer se compromete "suicidio por policía" y se disparó varias veces por los policías que lo custodiaban.

## Poderes y Habilidades
Cada Spymaster no tiene habilidades sobrehumanas. Sin embargo, cada uno es un luchador excepcional y estratega. El primer maestro espía era un excelente combatiente cuerpo a cuerpo, con formación en el boxeo y varias artes marciales. El segundo jefe de espías es también un excelente combatiente cuerpo a cuerpo, después de haber sido entrenado en la Academia de Taskmaster. Cada uno es también un espía industrial y extraordinaria saboteador, maestro del disfraz, un excelente actor, un atleta altamente ágil y hábil, y muy experto en el uso de prácticamente cualquier tipo de arma. Spymaster siempre tiene acceso a la tecnología de vanguardia para una serie de dispositivos y armas relacionadas con el espionaje, tanto de su propio diseño y los de Justin Hammer. El jefe de espías original utilizó varios dispositivos especiales incluyendo, dispositivos en sus guantes y máscara que proyectan rayos de energía de concusión, pequeñas y potentes electroimanes que asoman, misiles incendiarios "de afeitar-discos" que podrían perforar la armadura de Iron Man, dispositivos que le permitieron absorber el hombre de hierro la energía de repulsión, stunguns, inducir el sueño "somnu-gas", chorros de arranque que permitieron el vuelo, y un dispositivo en la hebilla del cinturón que convocó a un modelo de hovercraft avanzada que podría funcionar de forma automática de acuerdo a las instrucciones preprogramadas. Tanto el primer y segundo agentes de espionaje han empleado amplificados electrónicamente monja-Chakas que pueden dañar la armadura de Iron Man. El jefe de espías lleva un traje de combate de la armadura de Kevlar a prueba de balas que proporciona cierta protección frente a ataques físicos, y que contiene varios bolsillos para la realización de armamento.

## En otros medios

### Televisión
- Spymaster apareció en The Incredible Hulk, episodio "El prisionero del monstruo." Fue nombrado como tal, pero no llevaba un traje de cualquier tipo.
- Spymaster se hace referencia en Avengers: Ultron Revolution, episodio "El Conquistador". El Capitán América le dice a Iron Man que el resto de los Vengadores de haber derrotado a Spymaster que habían mejorado y que era el mismo que el engranaje de Whiplash. Iron Man tarde se descubrió que A.I.M. había estado actualizando los engranajes de supervillanos con la tecnología del siglo 30, de que pertenecía a Kang el Conquistador.